# Patate duchesse
Le patate duchesse, in francese pommes duchesse, sono un tipico contorno francese.

## Caratteristiche
Si tratta di panetti di patate di circa 2 cm di diametro e 1 di altezza, dalla caratteristica forma a voluta, che le rende particolarmente eleganti; a seconda dell'abilità del cuoco, tuttavia, possono assumere anche la forma di rosette, sfere o brioche col tuppo. Le patate duchesse hanno un guscio dorato e croccante e un ripieno morbido e vellutato; il sapore è generalmente più sapido e deciso rispetto alle tradizionali patate fritte o al forno.

## Storia
Secondo la tradizione, la ricetta sarebbe nata per caso nel 1837 in occasione del banchetto per l'inaugurazione della Ferrovia Parigi - Saint-Germain-en-Laye. Jean-Louis-François Collinet, chef dell'hotel-ristorante Pavillon Henri IV di Saint-Germain-en-Laye, aveva previsto un menu di patatine fritte e filetto arrosto per il pranzo a cui avrebbero preso parte la regina Maria Amalia insieme ai nobiluomini e alle nobildonne che viaggiavano con lei sul convoglio inaugurale. Il viaggio subì però un forte ritardo: in attesa dell'arrivo degli ospiti, lo chef ordinò allora che le patatine fossero tolte dall'olio bollente e messe a riposare su un asciugamano. Quando furono reimmerse nell'olio, a causa della doppia frittura e dell'incameramento di aria le patatine si gonfiarono fino a diventare grosse e sferiche; a partire da questo incidente, Collinet avrebbe ideato le patate soffiate, da cui poi sarebbero state elaborate anche le patate dauphine e le duchesse, la cui ricetta è molto simile.
In realtà, la storica Arlette Millard puntualizza che la corsa inaugurale della Parigi- Saint Germain non subì ritardi, e che non fu organizzato alcun banchetto. L'aneddoto del ritardo ferroviario e/o della doppia cottura è inoltre collegato alla storia di altre ricette. A Collinet vengono infine attribuiti simili aneddoti, come quello che portò alla creazione della Salsa bernese.
Il termine pommes à la duchesse appare in effetti già nel trattato gastronomico La cuisinière bourgeoise di Menon, risalente al 1796. Probabilmente la fraseologia à la duchesse indicava in origine qualunque preparazione a base di purè e tuorlo d'uovo.
Nel corso del XX secolo le patate duchesse sono diventate molto popolari negli Stati Uniti d'America: in particolare, durante la Grande depressione, il Governo Federale mise in campo numerose strategie comunicative volte a incentivare la produzione di patate, economiche e facili da coltivare; tra queste iniziative ci fu la pubblicazione di vari ricettari in cui le patate duchesse figuravano come contorno ideale per piatti a base di carne in scatola, pollo e pesce arrosto (meno cari del manzo e di altre carni), anche a motivo del loro aspetto raffinato. Questa circostanza si ripeté negli anni della II Guerra Mondiale: nel gennaio 1943, per contravvenire alla carenza di cibo, Eleanor Roosevelt pubblicò una serie di nove menù economici che venivano serviti alla Casa Bianca, tra i quali le patate duchesse figuravano come contorno per il polpettone. Da quel momento e almeno fino agli anni '70 le patate duchesse sono diventate un contorno tradizionale nei pasti ufficiali serviti alla Casa Bianca.

## Ricetta
La ricetta originale prevede la lessatura di una grossa patata, che viene poi ridotta in un purè molto denso e mescolata a un uovo intero e due tuorli. A questo composto base possono essere addizionati burro, parmigiano, sale e spezie varie (soprattutto pepe e noce moscata); alcune varianti prevedono anche l'aggiunta di prezzemolo finemente tritato. L'impasto viene poi inserito in una sac à poche dal beccuccio a frange, dalla quale viene spremuto su una teglia foderata di carta da forno oleata, creando piccoli panetti di circa 1-2 cm dalla tipica forma elicoidale; vengono poi cotte al forno a 170-180° per circa quindici minuti. Per favorire la doratura, le si può spennelare con del tuorlo d'uovo oppure cospargerle di pangrattato.
Le patate duchesse sono ideali per accompagnare piatti di carne, anche in abbinamento a insalate leggere.